# Alfons Dorfner
Alfons Dorfner   (Lembach im Mühlkreis, 27 de gener de 1911 - Linz, 22 de gener de 1982) fou un piragüista austríac que va competir durant la dècada de 1930.
El 1936 va prendre part en els Jocs Olímpics de Berlín on, fent parella amb Adolf Kainz, guanyà la medalla d'or en la competició del K-2, 1.000 metres del programa de piragüisme. Amb el mateix company fou quart en la prova dels K-2, 10.000 metres.